# أليكس دييغو
أليكس دييغو (بالإسبانية: Álex Diego)‏ (1 يوليو 1985 بمدينة مكسيكو في المكسيك - ) هو لاعب كرة قدم مكسيكي في مركز الدفاع. لعب مع أتلانتي إف سي ونادي أونيفرسيداد ناسيونال ونادي تشياباس وDelfines F.C. ‏ وLobos BUAP ‏.

## وصلات خارجية
- أليكس دييغو على موقع قاعدة بيانات كرة القدم.إي يو (الإنجليزية)
- أليكس دييغو على موقع Soccerway.com (الإنجليزية)